# Wolfgang Panofsky
Wolfgang Kurt Hermann "Pief" Panofsky (Berlim, 24 de abril de 1919 — Los Altos, 24 de setembro de 2007) foi um físico estadunidense nascido na Alemanha.